# 川端茅舍
川端 茅舎（かわばた ぼうしゃ、1897年〈明治30年〉8月17日 - 1941年〈昭和16年〉7月17日）は、東京都出身の日本の俳人。本名は信一（のぶかず）。別号に遊牧の民・俵屋春光。日本画家の川端龍子は異母兄。
当初は画家を志し岸田劉生に師事したが、病のために断念し俳句に転向、高浜虚子に師事して「ホトトギス」に拠る。画家の眼を生かし写生に徹しつつも格調の高い句を物し、松本たかし、中村草田男などと共に「四S」以降の「ホトトギス」の代表的俳人として活躍した。

## 略歴
東京市日本橋蛎殻町で生まれ、腹違いの兄である龍子とともに育てられる。父信吉は紀州藩の下級武士、母は信吉の弟が経営する病院の看護婦。父は弟の病院で手伝いとして働いていたが、その後煙草の小売商を始める。父は「寿山堂」という雅号を自分で持つほど、俳句や日本画や写経を好むような風流人であったと、「ホトトギス」の中で茅舎は述べている。そのことから、茅舎と龍子の兄弟が進むべき道に大きく父親が影響したと考えられている。
6歳になった茅舎は、1903年私立有隣代用小学校へ入れられる。無事小学校を卒業した茅舎は、1909年、獨逸学協会学校（のちの獨協中学校）へ入学。叔父と母が病院に勤める関係者であったことから、周囲から（特に父から）将来は医者になることを期待されていた。その後、第一高等学校理乙を受験するも失敗。そのころには画家として独立していた兄・龍子の後を追うように、次第に茅舎自身も画家を志すようになる。藤島武二絵画研究所で絵画の勉強を始める。
また17歳頃から、自らの俳号を「茅舎」と名乗り始め、父とともに句作するようになる。俳句雑誌「キラヽ」（後の「雲母」）に度々投句する。武者小路実篤の「新しき村」の第二種会員になり、白樺派の思想に触れた茅舎は次第に西洋思想に感化されていく。それが契機で、絵画の分野で明確に西洋絵画を志すようになり、その後洋画家岸田劉生に画を師事する。京都の東福寺の正覚庵に籠もり、絵や句の制作に勤しみ、同時に仏道に参じる。自身が描いた静物画が春陽会に入選するほど絵画の腕を上げる。
しかし脊椎カリエスや結核といった肺患に身体が蝕まれていき、師と尊崇していた劉生が死去したこともあり、俳諧の道へ本格的に専念するようになる。投句を続けていた「キラヽ」から「ホトトギス」に専念的に投句をし始め、雑詠の巻頭を飾るまでになる。その後、高浜虚子の愛弟子となり、俳句の実力が認められ、1934年に「ホトトギス」の同人となる。また後に「あをぎり句会」の選者となる。
1941年、肺患の悪化により大森区桐里町（現・大田区池上）の自宅で死去。43歳没。戒名は青露院茅舎居士（川端龍子の撰）。現在は、龍子や他の家族とともに伊豆の修善寺に埋葬されている。

## 作風・評価
代表句は
- 金剛の露ひとつぶや石の上
- 一枚の餅のごとくに雪残る
- ぜんまいののの字ばかりの寂光土
- 約束の寒の土筆を煮て下さい
- 咳き込めば我火の玉のごとくなり
- 朴散華即ちしれぬ行方かな

など。第一句集『川端茅舎句集』には巻頭に上記「金剛の」の句を含む26句もの露の句が並ぶ。他にも露を季題とすることが多かったことから「露の茅舎」とも呼ばれた。「寂光土」のように仏教用語を用いた句、あるいはキリスト教を背景とする句もしばしば作っており、病臥生活の苦悩の中から生まれたこうした句境は「茅舎浄土」とも称される。師・高浜虚子は茅舎の第二句集『華厳』の序文で茅舎を「花鳥諷詠真骨頂漢」と評し賞賛した。
また茅舎には「餅のごとくに」の句のように「ごとく」を使った比喩の句（「如く俳句」などと呼ばれる）が多くある。同時期に「ホトトギス」で活躍し茅舎の親友でもあった松本たかしも同様に「ごとく」の俳句を多く作ったが、持病のために能を諦めたたかしとは他にも作風に通じあうところが多かったため「句兄弟」と呼ばれた。

## 著書
- 『川端茅舎句集』 玉藻社、1934年
- 『華厳』 龍星閣、1939年
- 『春水光輪』 河出書房、1940年 - 『現代俳句 第二卷』[5]所収
- 『白痴』[6] 甲鳥書林、1941年
- 『川端茅舎集　現代俳句文学全集 第四巻』 角川書店、1957年
- 『川端茅舎句集』 角川文庫、1957年 - 松本たかし解説[7]
- 『川端茅舎全句集』 角川ソフィア文庫、2022年1月 - 上記の改訂新版